# 輪擋

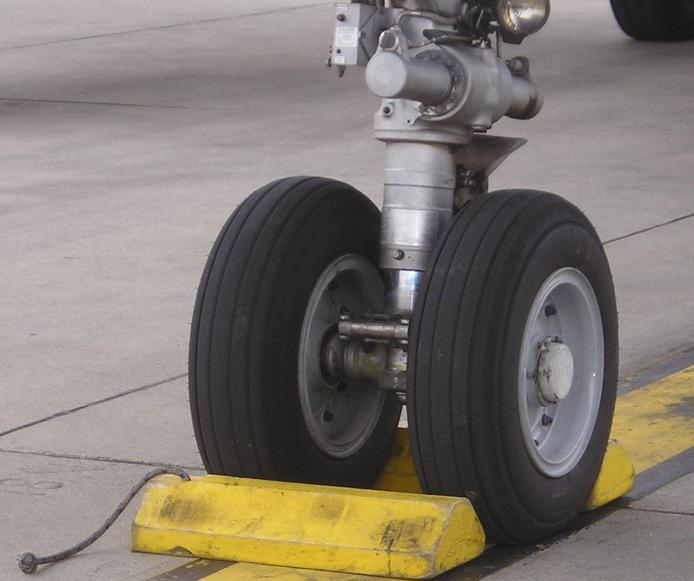
飛機的輪擋

輪擋，又稱車輪擋、轮胎三角垫，是一種用於交通工具的安全器材，是车輛停放时，放置于轮胎和地面之间，增加轮胎的与地面之间的阻力，防止車輛意外滑動導致事故发生，在大型货车和坡道停车轮胎三角垫作用尤为重要，在中國大陸，新版交通安全文明驾驶中明文规定在坡路停车，需要放置轮胎三脚垫。

## 材质
轮胎三角垫的材质一般为：钢铁，木材，橡胶，ABS工程塑料。随着新材料的开发，轮胎三脚垫使用的材质还在发生变化，如MC尼龙等。
- 钢铁：铁质轮胎三角垫加工容易，造价便宜，铁质三角垫容易划伤轮胎，铁的摩擦系数比较小，一般作为家用小型轿车上所使用，使用范围比较小。

- 木材：木材是最早作为轮胎三角垫的材料，木材为宝贵资源，随着国家对森林保护条例的日趋严格，木材价格不断上涨，目前使用木材制作轮胎三角垫的成本也逐年增加。

- 橡胶：橡胶作为木材的替代品之一，采用空心造型后整体重量低于同等级木料三角垫，橡胶摩擦系数要大于木材，同等级轮胎三角垫性能方面要优于传统三脚垫，同时橡胶三脚垫与轮胎为相同材质，轮胎与三脚垫的结合也更紧密，同时不易划伤轮胎。

- ABS工程塑料：（简称ABS三角垫），成本价高，一般只在超大型运输车，或者少数企业的工程车上使用，ABS三角垫以其超长的使用寿命，和耐压等优势占据了轮胎三角垫特殊应用的市场。

## 應用

### 飛機
飛機的輪擋通常為防滑及硬度較佳的橡膠或聚氨酯材質，並附有繩索以使地勤人員可安全的拉動。

### 鐵路車輛

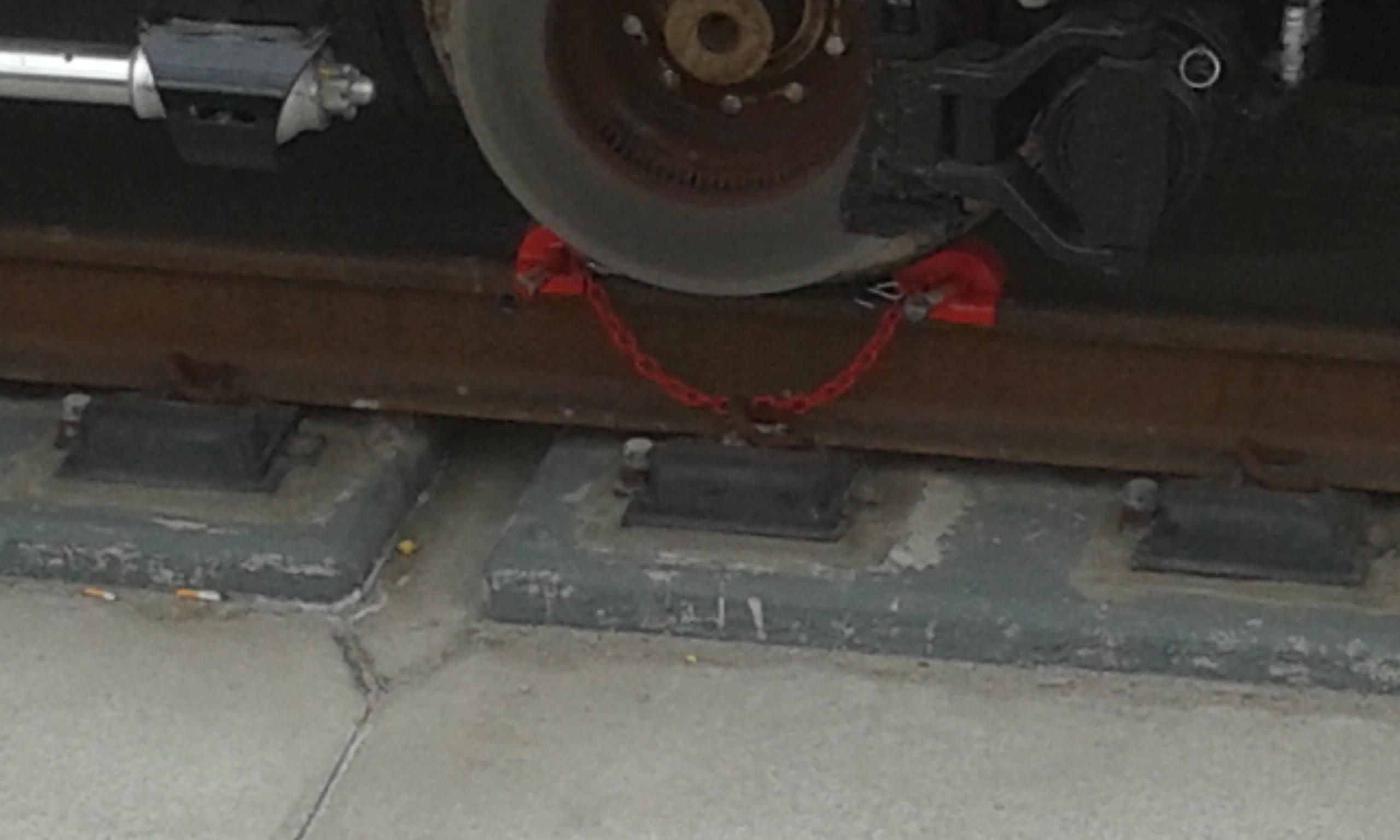
鐵路車輛的輪擋

鐵路車輛的輪檔又稱「止動楔」、「鐵鞋」，常以木頭或金屬材質製作。

### 汽車

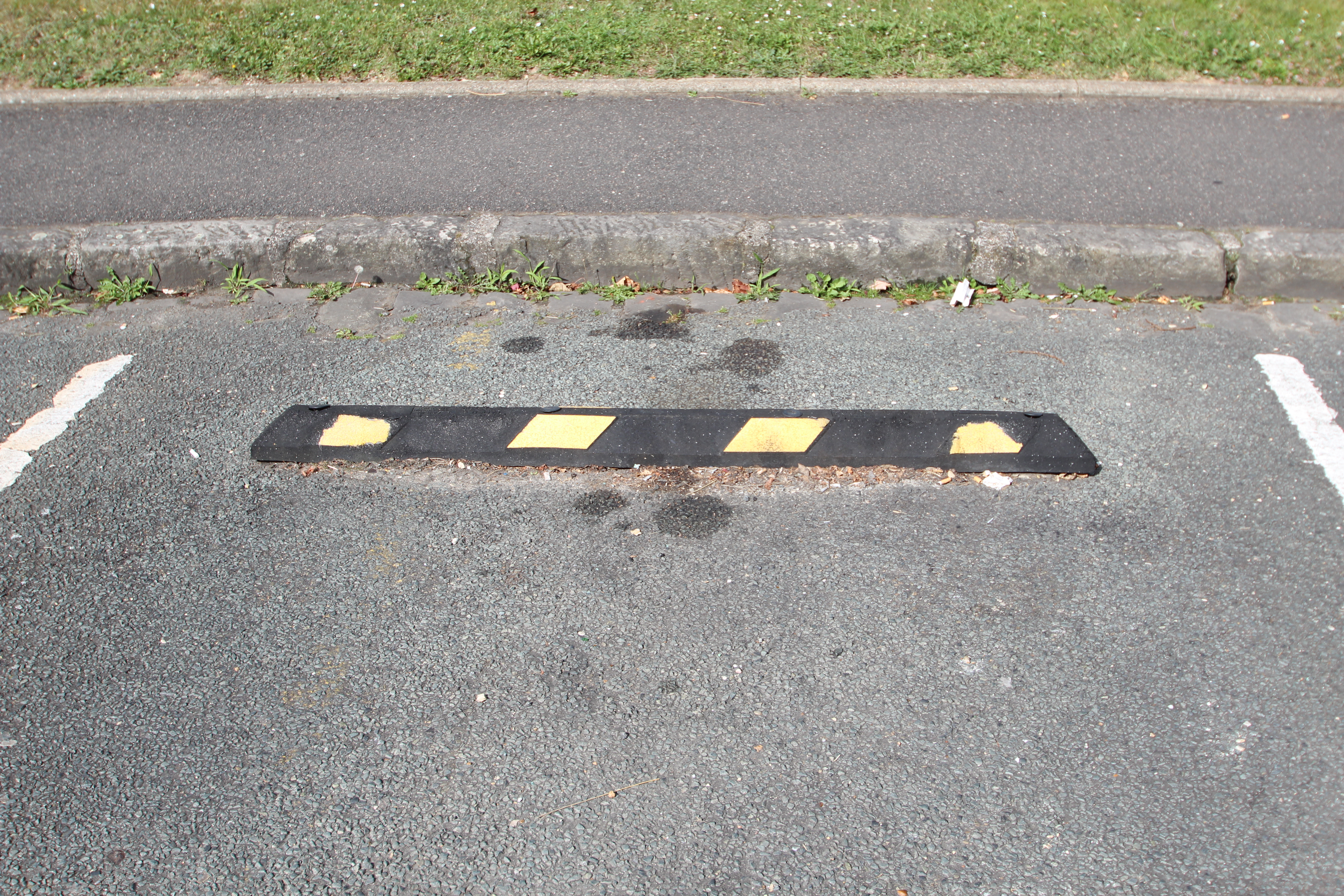
停車場的輪擋

在一個規劃良好的停車場中，防撞條和車輪擋是不可缺少的因素，車輪擋不僅可以方便使用者正確的停車，也可以達到美觀整齊的效果。
一般製作車輪擋的材質有高密度聚乙烯、鋁合金、合成橡膠和合成纖維塑料幾種，也視使用者的需求內填水泥加強車輪擋本身的穩固性，車輪擋因其適用場所緣故，顏色一般為正黃色，也有貼上反光條或反光片的產品，來達到引人注目的效果。
車輪擋主要有醒目、耐磨損、不老化和不易龜裂等特色。
在常見的車輪擋規格中，是“STOP”的縮寫。
於斜坡停車時，為避免車輛滑動，駕駛人常以石頭或磚塊等物充當輪擋。